# Rhodamnia reticulata
Rhodamnia reticulata är en myrtenväxtart som beskrevs av Andrew John Scott. Rhodamnia reticulata ingår i släktet Rhodamnia och familjen myrtenväxter. Inga underarter finns listade i Catalogue of Life.